# Anelaphus souzai
Anelaphus souzai är en skalbaggsart som först beskrevs av Dmytro Zajciw 1964.  Anelaphus souzai ingår i släktet Anelaphus och familjen långhorningar. Inga underarter finns listade i Catalogue of Life.